# Вінники
Вінники — ентомологічний заказник місцевого значення. Об'єкт розташований на території Старовірівської сільської громади Берестинського району Харківської області, між селами Мокрянка і Винники.
Площа — 7,5 га, статус отриманий у 1984 році.
Охороняється ділянка лучної рослинності у балці, що впадає у річку Комишуваха. Територія заказника підтримує існування рідкісних та корисних видів комах.